# 애텀 이고이언
애텀 이고이언(영어: Atom Egoyan, CC, 아르메니아어: Ատոմ Էգոյան 아톰 예고얀, 1960년 7월 19일 ~ )은 캐나다의 영화 감독이다.

## 작품 목록
- 엑조티카 (1994)
- 달콤한 후세 (1997)
- 펠리시아의 여행 (1999)
- 아라라트 (2002)
- 스위트 룸 (2005)
- 애모 (2008)
- 클로이 (2009)
- 데빌스 노트 (2013)
- 더 캡티브 (2014)
- 리멤버 (2015)
- 어떤 손님 (2019)
- 세븐 베일스 (2023)

## 서훈
- 1999년 캐나다 훈장 오피서(OC)[1]
- 2015년 캐나다 훈장 컴패니언(CC)[1]